# روبن هالبرت
روبن هالبرت (بالإنجليزية: Robin Hulbert)‏ هو لاعب كرة قدم بريطاني، ولد في 14 مارس 1980 في بليموث في المملكة المتحدة. لعب مع بورت فايل ودارلينجتون إف سى وسويندون تاون وشروزبري تاون ونادي بارو ونادي بريستول سيتي ونادي تلفورد يونايتد ونادي ووستر سيتي ونيوكاسل يونايتد.

## وصلات خارجية
- روبن هالبرت على موقع قاعدة بيانات كرة القدم.إي يو (الإنجليزية)
- روبن هالبرت على موقع Soccerbase.com (لاعب) (الإنجليزية)
- روبن هالبرت على موقع Soccerway.com (الإنجليزية)